# Associação de Futebol de Hong Kong
A Associação de Futebol de Hong Kong (chinês tradicional: 香港足球總會) é a entidade máxima do futebol em Hong Kong. Fundada em 1914, é filiada a Federação Internacional de Futebol (FIFA) desde 1954 e a Confederação Asiática de Futebol (AFC) também desde 1954. Administra a Seleção Honconguesa de Futebol e a Seleção Honconguesa de Futebol Feminino.